# James Carter (saxofonist)
James Carter, född 3 januari 1969, är en amerikansk jazzsaxofonist, främst tenor men även sopran och baryton.
Han medverkade i Robert Altmans film Kansas City, 1996.

## Diskografi
- 1994 – JC on the Set
- 1994 – Jurassic Classics
- 1995 – The Real Quiet Storm
- 1996 – Conversin' with the Elders
- 1998 – In Carterian Fashion
- 2000 – Chasin' the Gypsy
- 2000 – Layin' in the Cut
- 2003 – Gardenias for Lady Day
- 2004 – Live at Baker's Keyboard Lounge
- 2005 – Out of Nowhere
- 2005 – Gold Sounds
- 2008 – Present Tense
- 2009 – Heaven on Earth
- 2011 – Caribbean Rhapsody